# Битва у Ага Чаири
Битва у Ага Чаири (тур. Ağaçayırı Muharebesi) — сражение между армией Османской империи под командованием Хадыма Али-паши и армией Мамлюкского султаната под командованием эмира Озбея (Озбека), состоявшееся 16/17 августа 1488 года между Тарсом и Аданой во время первой османо-мамлюкской войны.
 21 июля 1488 года мамлюкская армия на пути к Адане попала в ловушку на выходе из Бейланского ущелья к Искендеруну. Османский флот под командованием Херсекли Ахмеда-паши стоял наготове и расстрелял авангард мамлюкской армии. Однако затем флот попал в шторм, что позволило армии мамлюков пройти в низменность Чукурова. В это время османская армия была занята восстановлением разрушенных укреплений городов. Встав лагерем у Ага Чаири примерно посередине между Аданой и Тарсом, мамлюки отдыхали два или три дня, пока не подошла османская армия. Мамлюки атаковали её в тот же день, чтобы не дать османским солдатам отдохнуть. Сначала перевес склонялся на сторону османов, но гибель нескольких командиров на их правом фланге привела к его смешению и бегству. Ночью Али-паша отступил в Эрегли. Это было третье крупное поражение османов в османо-мамлюкской войне, следствием которого была временная потеря османами части Киликии.
Некоторые источники (Дж. М. Анджиолелло, Джовио, Ф. Лоничер) путают информацию об этой битве с битвой под Аданой в 1486 году, утверждая, что Херсекли Ахмед-паша был взят в плен мамлюками. В статьях об Али-паше в Исламской энциклопедии и Энциклопедии ислама победа приписана османам и битва датирована 1492 годом.

## Предыстория
Война между Османской империей и Мамлюкским султанатом началась в 1485 году. Дважды — в 1485 и 1486 году — османы понесли тяжёлые поражения. В 1486 году в битве у Аданы бейлербей Карамана Карагёз Мехмет-паша бежал со свой армией с поля боя, вследствие чего был ранен и попал в плен османский командующий, зять султана Баязида Херсекли Ахмед-паша. В 1487 году после успешного похода великого визиря Коджи Давуда-паши в Киликию Херсекли Ахмед был освобождён мамлюками. После этого Баязид назначил Ахмеда-пашу санджакбеем Галлиполи. Эта должность означала, что Ахмед-паша становился командующим османским флотом. В начале  декабря 1487 года в Стамбуле был созван диван, на котором Баязид принял решение о продолжении военных действий. По словам Идриса Бидлиси целью было установить контроль над Киликией. Командующим армии был назначен ставший недавно визирем Хадым Али-паша. Бейлербей Румелии Халил-паша, бейлербей Анатолии Синан-паша и бейлербей Карамана Якуб-паша должны были привести под его начало свои армии. Кроме них участвовать в кампании должен был османский флот под командованием Херсекли Ахмеда-паши. 17 марта 1488 года (небольшая часть источников указывает 18) османская армия пересекла Босфор. Али-паша повёл армию мимо Коньи в Эрегли. Пройдя через Киликийские ворота и быстро заняв замки Киликии, Али-паша в каждом захваченном населённом пункте назначил коменданта. Затем он приказал перестроить мост в Адане и отремонтировать укрепления Аданы и Тарса, разрушенные в предыдущие годы при осадах. Нишанджи (секретарь) дивана Таджизаде Саади-челеби назвал Али-пашу после этих событий «мечом всевышнего».
Османский флот начал собираться у острова Скирос в начале  1488 года. Получив донесения об этом от управляющих своих островных владений в Эгейском море, венецианцы встревожились и отправили адмирала Франсиско ди Приули с флотом из тридцати — сорока судов следить за османами. Приули прибыл на Кипр за два дня до того, как османский флот прошёл мимо острова, и не дал ему высадиться в Фамагусте. У Родоса османский флот прошёл 28 мая 1488 года.
Новость о захвате османами Киликии пришла в Каир в  апреле 1488 года, что заставило султана Кайтбея собрать армию. В  середине мая 1488 года мамлюкская армия под командованием эмира Озбея выдвинулась на север. В Алеппо Озбей получил донесение о последних новостях от вернувшихся из Киликии разведчиков.

## Силы сторон
Ф. Сансовино оценивал силы османов в 120 000 человек, Р. Ноллс и секретарь ордена иоаннитов Г. Каурсин— в 100 000, Дж. М. Анджиолелло— в 60 000. Историки считают более достоверной оценку Анджиолелло. В составе армии находились три тысячи капыкулу, шесть тысяч пеших янычаров и акынджи под командованием Тураханоглу Омера-бея.
Армия мамлюков была меньше, хотя живший в Каире Мухаммед ибн Ийяс писал, что со времён султана Баркука ( 1382-1399) в Египте не собирали такую огромную армию. По его словам «это была одна из самых крупных армий, о которых когда-либо слышали». Армия прибыла в Дамаск между 22 мая и 4 июля и направилась в Алеппо. Численные оценки армии мамлюков различны. Житель Дамаска Мухаммед Ибн Али Ибн Тулун и Г. Каурсин писали о 50 000 человек, М. Гуадзо, Ф. Сансовино и Р. Ноллс о 70 000, но самой реалистичной является оценка 40 000 человек, названная Анджиоллело.
Великий магистр ордена иоаннитов Д’Обюссон, наблюдавший прохождение османской эскадры мимо Родоса, в письме папе Иннокентию VIII писал про 80 османских судов. Такую же цифру называл Анджиолелло. Их оценку С. Фишер счёл верной. Марино Сануто, Ашикпашазаде и Кемальпашазаде писали про сто кораблей. Эта точка зрения разделяется М. Чезаром.

## Подготовка
Шпионы донесли Али-паше, что в Алеппо собирается армия мамлюков и Али-паша созвал военный совет. Некоторые командиры высказали сомнения в целесообразности сражения. Влажный климат Чукурова был тяжёл для солдат и лошадей, люди были изнурены работами по восстановлению крепостей Аданы и Тарса, поэтому бейлербей Румелии не был уверен, что люди способны сражаться, и склонялся к отступлению. Тем не менее Али-паша принял решение вступить в бой. Ахмед-паша заблокировал гавани Айаса и Триполи. Херсекли Ахмед по словам Кемальпашазаде, получил приказ: «закрыть дорогу, которая проходит вдоль берега моря на склоне горы Баграс» (заблокировать Сирийские ворота на другом берегу залива Искендерун). Ахмед-паша оставил в заливе Аяса несколько кораблей на страже у устья реки Джейхан, перекрывших доступ мамлюкскому флоту к побережью Чукурова и не позволявших мамлюкам использовать единственный морской порт на побережье Чукурова. Другую часть флота Ахмед-паша отправил блокировать порт в Триполи, а сам с основной частью флота сторожил восточное побережье залива (Баб аль-Малик). Ибн Ийяс писал, что «османы послали несколько кораблей с войсками в Баб аль-Малик, чтобы перехватить египетскую армию».

## Первое столкновение
Первое столкновение между двумя армиями описано жителем Дамаска Мухаммедом Ибн Али Ибн Тулун и османским современником, Идрисом Бидлиси. По словам Ибн Тулуна,  21 июля 1488 года авангард мамлюкской армии, состоящий из палестинских арабов под командованием их вождя Халила ибн Исмаила, и сирийские отряды попали в османскую ловушку. Проход через Сирийские ворота находился под контролем Херсекли Ахмеда-паши. Вскоре после того, как передовые части сирийской армии прошли через ущелье, они оказалась на узкой полоске земли (Баб аль-Малик) между морем и горами, представляя собой лёгкую цель. Возле устья реки Пайяс при впадении в залив Искендерун пушки и ружья османов практически полностью уничтожили их. Среди погибших был вали Хамы. Немногие уцелевшие бежали в Алеппо, где находился Озбей с вестью об османской блокаде Сирийских ворот и уничтожении передовых отрядов. Несмотря на эту информацию, Озбей приказал действовать по составленному ранее плану и 9 августа он сам с армией мамлюков прибыл в крепость Баграс, место сбора киликийских племён Рамазаногуллары и Тургутогуллары, бежавших от нападения османов. Пройдя Бейланское ущелье, Озбей увидел, что османские суда стоят там, где ему и доносили, и что Баб-аль-Малик по-прежнему находится в их зоне обстрела. Озбей оказался в ловушке, а его эмиры — в панике, поскольку пути назад уже не было, а путь вперёд означал движение узкой колонной на мост через реку Пайяс прямо под обстрел. Неизвестно, чем завершилось бы это столкновение, если бы на счастье мамлюков не разразился шторм. Часть османских судов была выброшена на берег, часть — разбита о камни. Мамлюки сразились лишь с выбравшимися на берег османскими солдатами с погибших судов, перебив их в отместку за свой авангард. Ахмед-паша увёл уцелевшие корабли в Порто-Пало (возможно, гавань в устье реки Джейхан), как писал Анджиолелло, в это время находившийся в Ак-Коюнлу в качестве посланника. По словам Анджиолелло османы потеряли двадцать пять судов. Караджа-бей, санджакбей Малатьи, бывший свидетелем или участником событий, написал Халид-бею санджакбею Чемишгезека, что первоначально победили османы, но затем победили мамлюки, захватили сорок один корабль.
Д’Обюссон писал, что это был от африканский шторм, частый в этом месте.

## Перед битвой
Захватив Баб аль-Малик,  13 или 14 августа 1488 года армия мамлюков двинулась на север в долину Чукурова вдоль берега залива до Кеваре. Оставив часть войска осаждать занятый османами город, Озбей повёл армию дальше к Адане. По пути к Адане 29 сентября был взят Кеваре. Реку Джейхан мамлюки перешли около Мисиса, а Сейхан около Аданы. Затем Озбей направился в сторону Тарса и примерно на полпути от Аданы разбил лагерь в равнине под названием Ага Чаири (Долина деревьев). В этом месте мамлюки стояли три дня до полудня  16 августа 1488 года, когда от Аданы подошло османское войско. Озбей обратил внимание, что османская армия многочисленнее и лучше вооружена, и собрал эмиров, чтобы определиться с дальнейшими действиями. Часть эмиров высказывалась за немедленную атаку, другая часть предлагала атаковать на следующий день утром. На совете присутствовали два итальянца, которые рекомендовали начать бой сразу, не давая османам отдохнуть и перестроиться.

## Битва
Многие ошибочно предполагают, что армии османов и мамлюков были организованы в соответствии с построением из трёх эскадронов: центр, авангард и арьергард.
Построение обеих армий следовало определённому порядку — «боевому порядку армии» (tartib al-sufüf). В соответствии с ним армия делилась на пять частей: центр, правый фланг, левый фланг, авангард и арьергард. Поэтому армию иногда называют по-арабски хамис («пять»). Центр укомплектовывался лучшими войсками, в центре находился командующий. На флангах с обеих сторон находились подчинённые командующему командиры во главе армий провинций. Арьергард отвечал за грузы, припасы, оружие, тягловую силу и артиллерию. Помимо основных пяти частей в армии могли быть подразделения лёгкой кавалерии на левом и правом фронте и подразделения лучников.

### Построение османов
В османской армии в центре находились три тысячи кавалеристов капыкулу, разделённых на три полка под командованием Тураханоглу Омера-бея, Исфендияроглу Кызыл Ахмеда-бея и Мустанзароглу Махмуда-бея. Элитный корпус из двух тысяч янычаров находился на позиции прямо перед центром. На правом фланге находились армии Анатолии и Карамана под командованием бейлербея Анатолии Синана Арнавуда-паши и бейлербея Карамана Якупа-паши. На левом фланге находилась армия Румелии под командованием бейлербея Румелии Халила-паши. Между центром и армией Анатолии стояли акынджи под командованием сыновей Эвреноса Искендера, Сулеймана и Исы. Между центром и армией Румелии стояли акынджи под командованием санджакбея Охрида Хусейна-бея. Пехотинцы (азапы) были размещены перед фронтом. В битве участвовал сын Гедика Ахмеда-паши Яхья.

### Построение мамлюков
Построение мамлюкской армии было аналогичным. Командующий, эмир Озбек, находился в центре. На правом фланге (напротив армии Румелии) стояла армия Дамаска под командованием бейлербея Дамаска Кансуха аль-Яхьяви, а на левом (напротив армий Анатолии и Карамана) — армия Алеппо под командованием бейлербея Алеппо, эмира Оздемира (Уздамура). Рядом с ним на левом фланге стояли отряды небольших провинций со своими эмирами. Четыре тысячи мамлюков из элитного корпуса султанских мамлюков под командованием эмира Темруза аш-Шамси располагались перед центром. Рядом с двумя крыльями были размещены вспомогательные силы: между центром и правым флангом располагались сирийские туркмены, между центром и левым флангом — Рамазаногуллары и Тургудогуллары. Пехотинцы из Сирии были поставлены перед фронтом.

### Первая фаза: битва
16 или 17 августа 1488 года обе армии сошлись возле Аданы у Ага Чаири (Агадж-Тсаири, Долина деревьев). Место битвы Г. Каурсин описывал так: «Это было на одной из тех равнин, которые простираются до горы Аман, и где Александр победил Дария», Анджиолелло неопределённо написал, что битва произошла «в сельской местности перед Аданой на дороге в Тарс».
Битва началась в полдень и завершилась лишь с наступлением темноты. Изначально османы имели преимущество. По словам Идриса Бидлиси, начала боевые действия арабская пехота мамлюков, во главе которой стояли Халил ибн Исмаил из Наблуса и Нашир-ад-Дин Мухаммад ибн Ханаш. Турсун-бей писал, что мамлюки атаковали сначала оба фланга, а затем центр османской армии. Но азапы дали им отпор, арабы были отброшены и бежали. Затем на правом фланге мамлюкского построения армия Дамаска была разделена надвое под напором армии Румелии. Увидев это Кансух аль-Яхьяви отступил и передислоцировался на другой фланг к армии Алеппо. Вдвоём они теснили на правом османском фланге армии Анатолии и Карамана и отряды акынджи. Четыре тысячи султанских мамлюков имели численное преимущество перед двумя тысячами янычаров. Вместе с туркменской конницей Рамазаногуллары и Тургудогуллары командующий султанских мамлюков Темруз аш-Шамси сумел ворваться клином в построение османской армии. Весь правый фланг оказался отрезан от центра.
Первой была разбита армия Карамана, её отступление, а также гибель в битве бейлербея Анатолии вызвали панику в армии Анатолии. Два сына Эвреноса, командовавшие акынджи на правом фланге, тоже погибли, что привело к тому, что выжившие солдаты бросились спасать свои жизни. Солдаты армий Карамана и Анатолии, отступая, разграбили тыловой лагерь и бежали в Караман.
На левом фланге османской армии перевес был у османов. После отхода армии Дамаска на левый мамлюкский фланг, армия Румелии вместе с кавалерией капы-кулу успешно атаковали центр мамлюков, который уже не защищался султанскими мамлюками Темруза аш-Шамси, сражавшимися против правого османского фланга. Османские войска подобрались к Озбею. Увидев смешение в рядах недалеко от себя, Озбей с армией центра начал отступать. Он перешёл Сейхан, решив ночевать у подножия гор.
Войска Темруза аш-Шамси преследовали бежавших солдат из армий Карамана и Анатолии и захватили в лагере всё, что осталось. Мамлюки Темруза аш-Шамси, вернувшись после разграбления османского лагеря к месту битвы, увидели, что их армии центра нет, и подумали, что она разбита. Они разграбили в своём лагере всё, что ещё оставалось и бежали в Алеппо через Баб аль-Малик. К этому моменту Херсекли Ахмед-паша собрал уцелевшие суда и вернулся к месту блокады прохода, рассчитывая, что кто-то из османских солдат, которые были во время шторма на выброшенных на камни судах, смог выжить. Отступавшие мамлюки Темруза аш-Шамси попали в ту же ловушку, что и авангард мамлюкской армии перед битвой. Многие из них пали от османских мечей или от обстрела. Некоторым удалось бежать, бросив всю добычу.
| Войска мамлюков (красные): 1 — Армия Дамаска 2 — Туркменская конница 3 — Мамлюкские эмиры 4 — Султанские мамлюки 5 — Армия Алеппо 6 — Армии небольших провинций 7 — Тыловой лагерь 8 — Мушат (пехота) Османская армия: 1 — Армия Румелии 2 — Акынджи 3 — Кавалерия капыкулу 4 — янычары 5 — Армия Анатолии 6 — Армия Карамана 7 — Тыловой лагерь 8 — Азапы (пехота) | - I. Мамлюкская пехота отброшена. - II. Армия Дамаска разделена надвое атакой армии Румелии. Армия Алеппо атакует армии Карамана и Анатолии. - III. Элитные подразделения вступают в бой. Армия Дамаска отступает на левый фланг и присоединяется к атаке на правый османский фланг. Мамлюкская конница отрезает правый османский фланг от центра. |
| | - IV. Армия Карамана бежит. - V. Османский правый фланг распался, солдаты бежали в лагерь, разграбили его и бежали далее, в Караман. - VI. Темруз аш-Шамси преследовал бегущих до лагеря, разграбил его, вернувшись на поле боя, не нашёл армию и бежал. Али-паша отступил в разграбленный лагерь.                                                 |

### Вторая фаза: отступление османов
битвы при Ага Чаири]]Али-паша решил вернуться в лагерь, несмотря на желание командиров из Румелии преследовать Озбея. Он видел, что солдаты обессилены и понимал, что дальнейшее преследование и бой могут закончиться полным разгромом османов. Обнаружив, что лагерь разорён и разграблен подчистую, Али-паша решил хотя бы обезопасить его от внезапного нападения. Он окружил его 600 фургонами, на которых были установлены пушки. В лагере при осмотре армии Али-паша понял, что потери велики, из-за разграбления лагеря ему нечем кормить солдат. Можно было отвести армию в Адану, где точно были запасы продовольствия. Но был риск, укрывшись в Адане, оказаться запертым в осаде. После совещания с командирами Али-паша принял решение ночью через Киликийские ворота отступать в Эрегли. Во время марша через горы с хребта Болкар-даг османская армия понесла дополнительные потери, когда её остатки были атакованы туркменами племени варсак.
Анонимная османская хроника обвиняет Алауддевле Бозкурта, Дулкариридского правителя, в сотрудничестве с племенем варсак. Его разведчики наблюдали за битвой и донесли ему об отступлении османской армии. Алауддевле послал сообщение вождю племени варсак, предложив атаковать османов с тыла и дать своих солдат. Когда османы двигались по Киликийским воротам, туркмены напали на них, преследовали и уничтожили всех, кого могли догнать. Они пытались схватить Али-пашу, но ему удалось скрыться.

### Потери
Д’Обюссон в письме Иннокентию VIII писал, что погибло около тридцати тысяч османов. Аналогичное количество называл и Каурсин: «На этом месте было убито более тридцати тысяч турок, остальные спаслись в горах или же удалились в замок Адены, который они укрепили незадолго до этого». Р. Ноллс писал о вдвое большем количестве: «турки под командованием Калибея и Херсеогла потеряли более 60000 человек, не считая многих тысяч, которые погибли в своём бегстве в горах».
Д’Обюссон в письме Иннокентию VIII оценивал потери мамлюков у Ага Чаири в восемь тысяч человек.

## Последствия
В ночь после ухода османской армии Алауддевле Бозкурт отправил Озбею сообщение об уходе османской армии. Утром Озбей сам отправился к османскому лагерю, а туркменов из Рамазаногуллары отправил провести разведку в горах. Когда разведчики подтвердили, что османы ушли, армия мамлюков двинулась на Адану и с помощью туркменов осадила город. Пока Озбей осаждал Адану, Херсекли Ахмед-паша решил вернуть флот на базу в Галлиполи.
Али-паша, добравшись с трудом до Эрегли, отправил Баязиду донесение о битве и перебрался в Ларинду. Там он получил указ из дивана, предписывавший перед прибытием в Стамбул арестовать всех командиров, бежавших с поля битвы: санджакбея Кайсери Юларкисди Синана-бея, санджакбея Карасы Кралоглу Исхака-бея, Караджапашаоглу Искендера-челеби, Кызылджу Муслема-бея из Румелии, санджакбея Карагеза-пашу и других. Всех арестованных доставили в тюрьму Енихисар (Румели Хисар). Карагёз-паша, который второй раз бежал с поля боя, был немедленно казнён. Али-пашу и других командиров Баязид тоже хотел казнить, но в итоге лишь снял их с должностей и отправил в ссылку.
Османский гарнизон Аданы смог сопротивляться в течение трёх месяцев, поскольку укрепления были восстановлены, а склады полны. Однако взрыв пороховых складов привёл к гибели многих османских солдат и командиров. После этого османы были вынуждены сдать город. Тарс был сдан без боя и его вали мамлюкский султан в третий раз назначил Кансуха аль-Гаури.
У мамлюков среди погибших были высокопоставленные эмиры. Как и у османов, были жестоко наказаны бежавшие с поля боя. Халила ибн Исмаила, шейха Наблуса и его людей, которые покинули поле битвы в начале боя, заставили выплатить штраф и посадили в тюрьму. Свидетель событий, кади Иерусалима Улайми писал: «О том, как обращались с ними, не было слышно даже во времена джахилийи»; «Люди продавали своих дочерей, как рабынь, происходили зверства, люди громко плакали, Святая Земля никогда не знала таких страданий».
Мамлюки смогли восстановить в Чукурова свои крепости и сохранили влияние на своего клиента, бейлик Дулкадирогуллары. Брат правителя бейлика, послушный османам, которого Баязид хотел посадить на трон Дулкадира, попал в плен к мамлюкам и был увезён в Каир. Озбей и Алауддевле захватили территорию Карамана. В битве при Ага-Чаире османы понесли самое катастрофическое поражение после битвы при Анкаре. Это было третье крупное поражение с начала османо-мамлюкской войны. После него Баязид был вынужден задуматься о заключении мира.